# 施瓦茨山 (洛伊克巴德)
46°23′3.3″N 7°34′48.3″E / 46.384250°N 7.580083°E
施瓦茨山（德語：Schwarzhorn）是瑞士瓦萊州的山峰，位於該國南部，屬於伯尔尼山的一部分，海拔高度3,105米，每年平均降雨量1,585毫米。

## 外部連結
- Schwarzhorn on Hikr （页面存档备份，存于）